# 菅直人内閣 (第1次改造)
菅直人第1次改造内閣（かんなおとだいいちじかいぞうないかく）は、衆議院議員、民主党代表の菅直人が第94代内閣総理大臣に任命され、2010年（平成22年）9月17日から2011年（平成23年）1月14日まで続いた日本の内閣。
改造前と同じく、国民新党との連立内閣である。9月14日に行われた任期満了に伴う民主党代表選挙を経て成立した。国会は7月に行われた第22回参議院議員通常選挙によって衆参ねじれ状態に陥っており、厳しい国会運営を強いられた。この内閣で臨んだ第176回国会は法案成立率が37.8%と、日本国憲法下の国会の中で最低を記録した。

## 在職期間
- 2010年（平成22年）9月17日[2][3][4][5] - 2011年（平成23年）1月14日
- 組閣時の平均年齢：59.1歳
  - 最年長：72歳（北澤俊美）
  - 最年少：42歳（村田蓮舫）

## 概説

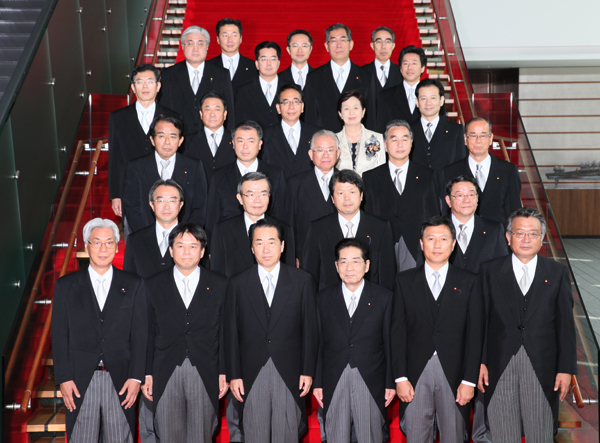
副大臣の記念撮影

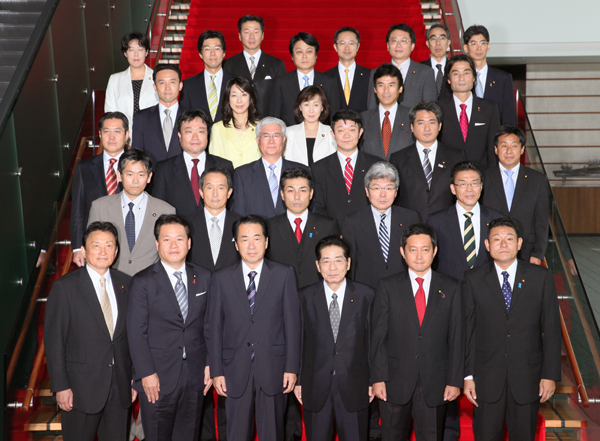
大臣政務官の記念撮影

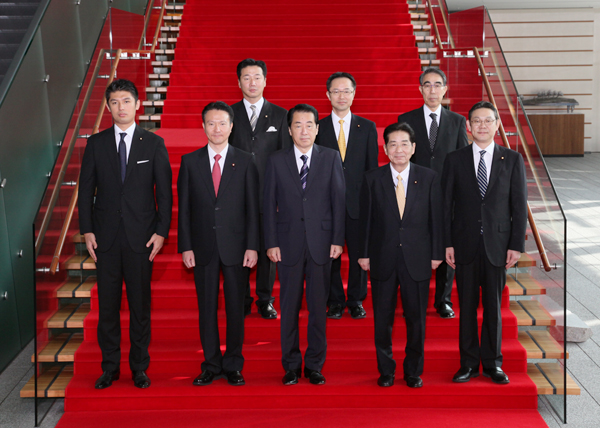
首相補佐官の記念撮影

### 組閣の経緯
2010年（平成22年）9月14日、任期満了に伴う民主党代表選挙が行われ、6月に退陣した鳩山由紀夫内閣の後を受けて組閣していた菅直人が対立候補の小沢一郎を破って再選した。任期は2012年（平成24年）9月まで。 
この勝利を受けて、ほとんどの閣僚を鳩山内閣から継承していた菅は、7月の第22回参議院議員通常選挙で敗北した責任を問われていた民主党執行部の人事も含めて刷新するため、民主党連立政権としては初となる内閣改造を行った。この改造内閣は認証式を経て17日に正式に発足した。
仙谷由人・前原誠司・村田蓮舫・野田佳彦ら菅支持派はほとんど留任したが（前原は国土交通大臣から外務大臣に職務変更）、原口一博・山田正彦ら小沢支持派は交代となり、小沢支持派の入閣は鳩山グループから3名が起用されるに留まった。また、小沢グループからは1人も入閣せず、改造前より「脱小沢」の側面が強い内閣となった。
民主党政権発足以来、連立相手の国民新党出身者で占められている金融担当大臣及び郵政改革担当大臣は、引き続き同党副代表の自見庄三郎が就任。また、民間人閣僚として総務大臣兼地域主権担当大臣に片山善博前鳥取県知事を充てた。
鳩山内閣では各大臣にある程度委任されていた副大臣・大臣政務官人事は、今回は首相官邸主導で断行。小沢支持派から積極的に起用し、党内融和に一定の配慮を見せた。
「脱小沢」路線の継続が評価され、参院選前から低下し続けていた内閣支持率も軒並み60%台まで回復し、一部の世論調査では6月の発足当初を上回る記録をたたき出したものもあった。
菅は、組閣後の記者会見にてこの改造内閣が挙党体制であることをアピールし「412人内閣」（＝民主党所属議員）と表現し、この改造内閣を「有言実行内閣」と名付けた。

## 内閣の顔ぶれ・人事

### 国務大臣
所属政党・出身:
  民主党   国民新党
  中央省庁・民間
| 職名                                                                                           | 氏名       | 氏名 | 出身等                            | 特命事項等                         | 備考                              |
| ---------------------------------------------------------------------------------------------- | ---------- | ---- | --------------------------------- | ---------------------------------- | --------------------------------- |
| 内閣総理大臣                                                                                   | 菅直人     |      | 衆議院 民主党 （菅G）             |                                    | 民主党代表 留任                   |
| 総務大臣 内閣府特命担当大臣 （地域主権推進）                                                   | 片山善博   |      | 民間                              | 地域活性化担当                     | 初入閣                            |
| 法務大臣                                                                                       | 柳田稔     |      | 参議院 民主党 （川端G） （鳩山G） | 拉致問題担当                       | 初入閣 2010年11月22日免           |
| 法務大臣                                                                                       | 仙谷由人   |      | 衆議院 民主党 （前原G）           | 拉致問題担当                       | 2010年11月22日任 内閣官房長官兼任 |
| 外務大臣                                                                                       | 前原誠司   |      | 衆議院 民主党 （前原G）           | 内閣総理大臣臨時代理 就任順位第2位 | 横滑り                            |
| 財務大臣                                                                                       | 野田佳彦   |      | 衆議院 民主党 （野田G）           |                                    | 留任                              |
| 文部科学大臣                                                                                   | 髙木義明   |      | 衆議院 民主党 （川端G）           | 国立国会図書館連絡調整委員         | 初入閣                            |
| 厚生労働大臣                                                                                   | 細川律夫   |      | 衆議院 民主党 （菅G）             | 内閣総理大臣臨時代理 就任順位第5位 | 初入閣                            |
| 農林水産大臣                                                                                   | 鹿野道彦   |      | 衆議院 民主党 （羽田G）           | 内閣総理大臣臨時代理 就任順位第3位 | 再入閣                            |
| 経済産業大臣                                                                                   | 大畠章宏   |      | 衆議院 民主党 （鳩山G）           |                                    | 初入閣                            |
| 国土交通大臣 内閣府特命担当大臣 （沖縄及び北方対策）                                           | 馬淵澄夫   |      | 衆議院 民主党 （無派閥）          | 海洋政策担当                       | 初入閣                            |
| 環境大臣 内閣府特命担当大臣 （防災）                                                           | 松本龍     |      | 衆議院 民主党 （横路G）           |                                    | 初入閣                            |
| 防衛大臣                                                                                       | 北澤俊美   |      | 参議院 民主党 （羽田G）           | 内閣総理大臣臨時代理 就任順位第4位 | 留任                              |
| 内閣官房長官                                                                                   | 仙谷由人   |      | 衆議院 民主党 （前原G）           | 内閣総理大臣臨時代理 就任順位第1位 | 留任                              |
| 国家公安委員会委員長 内閣府特命担当大臣 （消費者及び食品安全） （少子化対策） （男女共同参画） | 岡崎トミ子 |      | 参議院 民主党 （菅G） （横路G）   |                                    | 初入閣                            |
| 内閣府特命担当大臣 （金融）                                                                    | 自見庄三郎 |      | 参議院 国民新党                   | 郵政改革担当                       | 留任                              |
| 内閣府特命担当大臣 （経済財政政策） （科学技術政策）                                           | 海江田万里 |      | 衆議院 民主党 （鳩山G）           | 宇宙開発担当                       | 初入閣                            |
| 内閣府特命担当大臣 （「新しい公共」）                                                          | 玄葉光一郎 |      | 衆議院 民主党 （無派閥）          | 国家戦略担当                       | 留任                              |
| 内閣府特命担当大臣 （行政刷新）                                                                | 村田蓮舫   |      | 参議院 民主党 （野田G）           | 公務員制度改革担当                 | 留任                              |

### 内閣官房副長官・内閣法制局長官
| 職名           | 氏名       | 担当     | 所属など                       | 備考 |
| -------------- | ---------- | -------- | ------------------------------ | ---- |
| 内閣官房副長官 | 古川元久   | 政務担当 | 衆議院、民主党（前原グループ） | 留任 |
| 内閣官房副長官 | 福山哲郎   | 政務担当 | 参議院、民主党（前原グループ） | 留任 |
| 内閣官房副長官 | 瀧野欣彌   | 事務担当 | 元総務事務次官                 | 留任 |
| 内閣法制局長官 | 梶田信一郎 |          | 前内閣法制次長                 | 留任 |

- 2010年9月17日任命。

### 内閣総理大臣補佐官
| 職名               | 氏名     | 担当                   | 所属など                       | 備考 |
| ------------------ | -------- | ---------------------- | ------------------------------ | ---- |
| 内閣総理大臣補佐官 | 小川勝也 | 農山漁村地域活性化担当 | 参議院、民主党（鳩山グループ） | 留任 |
| 内閣総理大臣補佐官 | 寺田学   | 行政刷新及び広報担当   | 衆議院、民主党（菅G）          | 留任 |
| 内閣総理大臣補佐官 | 加藤公一 | 国家戦略担当           | 衆議院、民主党（菅G）          |      |

- 2010年9月21日任命。

### 副大臣
| 職名           | 氏名       | 所属など                       | 備考                               |
| -------------- | ---------- | ------------------------------ | ---------------------------------- |
| 内閣府副大臣   | 東祥三     | 衆議院、民主党（小沢グループ） |                                    |
| 内閣府副大臣   | 末松義規   | 衆議院、民主党（菅グループ）   |                                    |
| 内閣府副大臣   | 平野達男   | 参議院、民主党（小沢グループ） |                                    |
| 総務副大臣     | 鈴木克昌   | 衆議院、民主党（小沢グループ） |                                    |
| 総務副大臣     | 平岡秀夫   | 衆議院、民主党（菅グループ）   | 職務変更（内閣府副大臣から横滑り） |
| 法務副大臣     | 小川敏夫   | 参議院、民主党（菅グループ）   |                                    |
| 外務副大臣     | 松本剛明   | 衆議院、民主党（野田グループ） |                                    |
| 外務副大臣     | 伴野豊     | 衆議院、民主党                 |                                    |
| 財務副大臣     | 五十嵐文彦 | 衆議院、民主党                 |                                    |
| 財務副大臣     | 櫻井充     | 参議院、民主党                 |                                    |
| 文部科学副大臣 | 笹木竜三   | 衆議院、民主党                 |                                    |
| 文部科学副大臣 | 鈴木寛     | 参議院、民主党（鳩山グループ） | 留任                               |
| 厚生労働副大臣 | 藤村修     | 衆議院、民主党（野田グループ） | 職務変更（外務副大臣から横滑り）   |
| 厚生労働副大臣 | 小宮山洋子 | 衆議院、民主党（前原グループ） |                                    |
| 農林水産副大臣 | 篠原孝     | 衆議院、民主党                 | 留任                               |
| 農林水産副大臣 | 筒井信隆   | 衆議院、民主党（横路グループ） |                                    |
| 経済産業副大臣 | 松下忠洋   | 衆議院、国民新党               | 留任                               |
| 経済産業副大臣 | 池田元久   | 衆議院、民主党（菅グループ）   | 職務変更（財務副大臣から横滑り）   |
| 国土交通副大臣 | 三井辨雄   | 衆議院、民主党（樽床グループ） |                                    |
| 国土交通副大臣 | 池口修次   | 参議院、民主党                 |                                    |
| 環境副大臣     | 近藤昭一   | 衆議院、民主党                 |                                    |
| 防衛副大臣     | 安住淳     | 衆議院、民主党                 |                                    |

- 2010年9月21日任命

### 大臣政務官
| 職名               | 氏名       | 所属など                       | 備考 |
| ------------------ | ---------- | ------------------------------ | ---- |
| 内閣府大臣政務官   | 阿久津幸彦 | 衆議院、民主党（菅グループ）   |      |
| 内閣府大臣政務官   | 園田康博   | 衆議院、民主党（羽田グループ） |      |
| 内閣府大臣政務官   | 和田隆志   | 衆議院、民主党                 |      |
| 総務大臣政務官     | 内山晃     | 衆議院、民主党（小沢グループ） |      |
| 総務大臣政務官     | 逢坂誠二   | 衆議院、民主党                 |      |
| 総務大臣政務官     | 森田高     | 参議院、国民新党               |      |
| 法務大臣政務官     | 黒岩宇洋   | 衆議院、民主党                 |      |
| 外務大臣政務官     | 菊田真紀子 | 衆議院、民主党                 |      |
| 外務大臣政務官     | 山花郁夫   | 衆議院、民主党（横路グループ） |      |
| 外務大臣政務官     | 徳永久志   | 参議院、民主党（前原グループ） | 留任 |
| 財務大臣政務官     | 吉田泉     | 衆議院、民主党（鳩山グループ） |      |
| 財務大臣政務官     | 尾立源幸   | 参議院、民主党                 |      |
| 文部科学大臣政務官 | 笠浩史     | 衆議院、民主党                 |      |
| 文部科学大臣政務官 | 林久美子   | 参議院、民主党                 |      |
| 厚生労働大臣政務官 | 岡本充功   | 衆議院、民主党                 |      |
| 厚生労働大臣政務官 | 小林正夫   | 参議院、民主党                 |      |
| 農林水産大臣政務官 | 田名部匡代 | 衆議院、民主党                 |      |
| 農林水産大臣政務官 | 松木謙公   | 衆議院、民主党（小沢グループ） |      |
| 経済産業大臣政務官 | 田嶋要     | 衆議院、民主党                 |      |
| 経済産業大臣政務官 | 中山義活   | 衆議院、民主党（鳩山グループ） |      |
| 国土交通大臣政務官 | 小泉俊明   | 衆議院、民主党                 |      |
| 国土交通大臣政務官 | 津川祥吾   | 衆議院、民主党（無派閥）       | 留任 |
| 国土交通大臣政務官 | 市村浩一郎 | 衆議院、民主党                 |      |
| 環境大臣政務官     | 樋高剛     | 衆議院、民主党（小沢グループ） |      |
| 防衛大臣政務官     | 松本大輔   | 衆議院、民主党                 |      |
| 防衛大臣政務官     | 広田一     | 参議院、民主党                 |      |

- 2010年（平成22年）9月21日任命。

## 略史

### 2010年（平成22年）
- 9月14日 - 菅直人内閣総理大臣が民主党代表選挙で再選。
- 9月17日 - 菅改造内閣発足。
- 9月23日 - 菅が第63回国連総会に出席。
- 9月24日 - 菅が国連総会の一般討論演説で、総額85億ドルに及ぶ途上国支援策と温室効果ガスの25%削減目標を表明する。
- 9月24日 - 政府がこんにゃくゼリーの「形と硬さ」の基準を決めるプロジェクトチーム「こんにゃく入りゼリー等の物性・形状等改善に関する研究会」を発足する[10]。
- 10月1日 - 第176回国会開会。
- 10月5日 - 菅がアジア欧州会合第8回首脳会合（ASEM8）に出席。
- 10月6日 - 永住外国人への地方参政権（選挙権）付与について、菅は衆議院の代表質問で「最高裁判決で、憲法上禁止されているものではないと解するのが相当だ」と述べ、外国人への参政権付与に賛成の立場を表明した 。
- 10月15日 - 菅が民主党代表選で公約した「国家公務員の総人件費2割削減」を撤回する[11]。
- 11月16日 - 韓国政府に対して日本統治時代の旧朝鮮総督府経由で日本に渡った朝鮮王室儀軌など計1205冊の図書の引き渡しを定めた日韓図書協定の国会承認を求める閣議決定を行った。
- 11月19日 - 永住外国人への地方参政権（選挙権）付与について「憲法上の国民主権の原理と必ずしも矛盾するものではない」とする答弁書を閣議決定した[12]。
- 11月22日 - 柳田稔法務大臣が『国会軽視発言』をしたことの責任を取り辞任[13]。
- 11月26日 - 仙谷由人内閣官房長官に対して尖閣諸島中国漁船衝突事件への対応が不適切だとして問責決議案が参議院で賛成127、反対111の賛成多数で可決。27日にも同様の案件で馬淵澄夫国土交通大臣の問責決議案が可決される[14]。
- 11月29日 - 永住外国人への地方参政権（選挙権）付与について、1995年（平成7年）に棄却された『永住外国人への地方参政権付与を求める裁判』で在日韓国・朝鮮人をなだめる意味で、政治的配慮として出された[15]傍論部分を「最大限尊重しなければならない」とする答弁書を閣議決定した[16]。
- 12月10日 - 自由民主党の森まさこによる「閣僚が国会において虚偽の答弁を行った場合、この閣僚にはどのような政治的・道義的責任が生じると考えられるか。」との質問主意書[17]に対し、「お尋ねについては、答弁の内容いかんによるものであると考える。」と虚偽答弁の責任は答弁しだい[18]という答弁書を決定した[19]。
- 12月25日 - 菅がたちあがれ日本に連立政権への参加を打診するが[20]、27日に拒否される[21]。

### 2011年（平成23年）
- 1月14日 - 菅が2度目の内閣改造を行い、第2次改造内閣が発足。
- 2月4日、国会で閣僚が虚偽答弁を行った場合の政治的・道義的責任について、答弁の内容いかんによるものであるとした2010年（平成22年）12月の政府答弁について撤回を求めた自民党の山谷えり子による質問主意書[22]に対し「閣僚が国会において虚偽の答弁を行った場合に当該閣僚にどのような政治的・道義的責任が生じるかについては、当該答弁の趣旨、内容、当該答弁に至った経緯等を踏まえ、個別具体的に判断されるべきであるとの趣旨を述べたものであり、「国民からの信頼を損ねるもの」であるとの御指摘は当たらず、同答弁書を撤回する必要はないものと考える」[23]との答弁書を提出した[24][25]。